# Premake
Premake は、プラットフォームに依存しない構成ファイルに基づいて、プラットフォーム固有のビルドツール用のビルド構成ファイルを生成するオープンソースのソフトウェア開発ツールである。

## 特徴
特筆すべき特徴として以下が挙げられる:
- C言語やC++、C#で書かれたコードベースのビルドのサポート
- Visual StudioやGNU Make、Xcode、Code::Blocks、CodeLite、MonoDevelop向けのビルド構成ファイルの生成をサポート
- 同じpremake構成ファイルを用いて異なる環境のビルドが可能[要説明]

## 例
次のコードはpremake構成ファイルの一例である。
```
solution
 
"MySolution"

  
configurations
 
{
 
"Debug"
,
 
"Release"
 
}

project
 
"MyProject"

  
kind
 
"ConsoleApp"

  
language
 
"C++"

  
includedirs
 
{
 
"include"
 
}

  
files
 
{
 
"src/**.h"
,
 
"src/**.cpp"
 
}

  
configuration
 
"Debug"

    
symbols
 
"On"

    
defines
 
{
 
"_DEBUG"
 
}

  
configuration
 
"Release"

    
flags
 
{
 
"Optimize"
 
}

    
defines
 
{
 
"NDEBUG"
 
}

```

## 使用しているプロジェクト
Premakeを使用しているプロジェクトとして以下が挙げられる。
- 0 A.D.（英語版）
- Bullet
- Open Dynamics Engine
- VDrift（英語版）
- wxFormBuilder（英語版）

## References
1. ↑  "4.3"; 閲覧日: 2024年12月27日; 出版日: 2010年11月16日.
2. ↑  "Premake 5.0-beta4"; 閲覧日: 2025年1月2日; 出版日: 2024年12月30日.
3. ↑  "premake-core/LICENSE.txt". 2016年9月25日閲覧。
4. ↑  “What is Premake?”. premake.github.io. 2025年1月29日閲覧。
5. ↑  “Showcase”. premake.github.io. 2025年1月29日閲覧。

## External links
- 公式ウェブサイト